# Wie bitte?!
Wie bitte?! was een Duitse televisieshow, die van 1992 tot 1999 te zien was bij RTL. Het programma werd gepresenteerd door Geert Müller-Gerbes. Wie bitte?! is gebaseerd op het Nederlandse programma Ook dat nog!

## Format
Een panel van acteurs nemen merkwaardige praktijken van bedrijven en overheden onder vuur. Daarbij worden waargebeurde verhalen die kijkers hebben meegemaakt, in sketches overdreven. Vaak gaat het om situaties met als incompetent of onrechtvaardig ervaren service, of om niet nagekomen beloftes van fabrikanten.
Vaak werden de praktijken van de Deutsche Telekom onder de loep genomen. Bekend werd de spreuk "Spaß mit der Telekom" in de aankondigingen van Müller-Gerbes. Bovendien kwam het personage "Der Doof", gespeeld door Lutz Reichert, steeds voor bij deze onderwerpen als telecommedewerker. Doof betekent in het Duits zoiets als "suf" of "dom". Wanneer hij van een klant de vraag kreeg "Sagen Sie mal, sind Sie doof?" ("Zeg, bent u dom?"), antwoordde hij instemmend.
Onder de schrijvers behoorden onder anderen Jürgen Barz, Rut Wenker, Laabs Kowalski en Jens-Oliver Haas.

## Samenstelling panel
De presentatie lag in handen van Geert Müller-Gerbes, die in 1993 en 1998 werd ingevallen door Hans Meiser. Theo West was de eigen verslaggever van het programma.
| Naam panellid          | Periode         |
| ---------------------- | --------------- |
| Susanne Altweger       | 1992            |
| Andreas Giebel         | 1992            |
| Thomas Nicolai         | 1992            |
| Siegfried W. Kernen    | 1992-1993, 1996 |
| April Hailer           | 1992-1997       |
| Georg Einerdinger      | 1992-1993       |
| Thomas Hackenberg      | 1992-1998       |
| Lutz Reichert          | 1992-1998       |
| Max Grießer            | 1993-1998       |
| Hans-Werner Olm        | 1996            |
| Hans Kieseier          | 1996-1999       |
| Eva Manschott          | 1997-1999       |
| Robert Louis Griesbach | 1998-1999       |
| Joseph Hannesschläger  | 1998-1999       |
| Katrin Weißer          | 1998-1999       |

### Vervangers
| Naam panellid       | Periode   |
| ------------------- | --------- |
| Siegfried W. Kernen | 1993-1996 |
| Carmen Plate        | 1993-1996 |
| Susanne Czepl       | 1993-1996 |
| Michael Trischan    | 1996      |
| Tanja Schumann      | 1996      |
| Kira Koschella      | 1996      |
| Anne Rothäuser      | 1996      |
| Gerhard Zemann      | 1999      |

## Pannemann en Mahnmann
Na enige jaren kwam het programma in direct contact met de betreffende bedrijven, door middel van het uitreiken van de "Pannemann" door de eigen verslaggever Theo West. Dit was een prijs voor het aanbieden van een incompetente of onvriendelijke service naar de klanten toe. In 1997 werd de prijs een handpop. Deze presenteerde samen met Hans Kieseier het Pannemann-News.
De Mahnmann reisde naar de koppigste rechtweigeraars met een megafoon, en vermaande instanties waar zaken niet behandeld werden. De Mahnmann kwam later in de vorm van de "Roter Mann" terug in het MDR-programma Ein Fall für Escher.